# Accessible Rich Internet Applications
WAI-ARIA (Web Accessibility Initiative – Accessible Rich Internet Applications) ist eine Initiative zur Verbesserung von Webseiten und Webanwendungen, um sie für Menschen mit Behinderungen besser zugänglich zu machen, insbesondere für blinde Anwender, die Vorleseprogramme verwenden. 
ARIA ist eine technische Spezifikation, die von Mitgliedern der Web Accessibility Initiative entwickelt wurde. Seit März 2014 ist ARIA ein empfohlener Webstandard des World Wide Web Consortium (W3C).

## Konzept und Funktionsweise
ARIA verwendet die Techniken JavaScript und Ajax. ARIA ist eine rein semantische Erweiterung für HTML, die das Layout einer Webseite nicht verändert. Die Barrierefreiheit dynamischer Seiten wie im Web 2.0 mit seinen Rich Internet Applications und die allgemeine Benutzerfreundlichkeit können so verbessert werden.
ARIA ermöglicht Webseiten (oder Teilen einer Seite), sich als Anwendungen zu bezeichnen anstatt als statische Seiten. Dazu werden in dynamischen Webanwendungen Informationen zu Rollen, Eigenschaften und Zuständen hinzugefügt. ARIA ist zur Benutzung durch Entwickler von Webanwendungen, Browsern, assistiven Technologien und Programmen zur Verifizierung von Barrierefreiheit vorgesehen.
WAI-ARIA besteht aus vier Komponenten:
Landmark Roles
erlauben die semantische Zuweisung einer Rolle zu HTML-Konstrukten. Dadurch kann für Screenreader die Aufgabe eines Oberflächenelements kenntlich gemacht werden, die sich aus den HTML-Elementen selbst nicht erschließt. Beispiele sind Slider (Schieberegler) oder Bäume. Für einige dieser Rollen gibt es seit HTML 5 auch dezidierte HTML-Elemente.
ARIA-Attribute
ARIA definiert einige zusätzliche Attribute wie aria-required oder aria-invalid, die sich für alle HTML-Elemente verwenden lassen. Sie lassen sich beispielsweise dafür verwenden, den Inhalt eines Eingabefeldes als ungültig zu markieren, etwa wenn in einer E-Mail-Adresse kein @-Zeichen vorkommt oder zwei Eingaben eines Kennworts (zur Bestätigung) nicht übereinstimmen.
Live Regions
sind Teile einer Seite, die sich in unregelmäßigen Abständen aktualisieren. Diese Veränderungen können bei implementiertem ARIA von Screenreadern automatisch erkannt und gesprochen werden.
States und Properties
werden für richtige JavaScript-Widgets verwendet (wie beispielsweise einer aus div-Elementen bestehenden Liste von Optionen), um semantisch bedeutsame Eigenschaften des jeweils aktuellen Zustands auszuzeichnen. Beispielsweise muss die Tastaturnavigation inklusive der Hervorhebung des gerade aktiven Elements bei eigenen JavaScript-Widgets selbst implementiert werden. Damit die Information, welches Element gerade aktiv ist, nicht nur optisch durch Hervorhebung, sondern etwa auch Navigationshilfen für Sehbehinderte zur Verfügung steht, kann mit activedescendant das aktuell fokussierte Element ausgewiesen werden. ARIA stellt als semantische Erweiterung einen Standard für die Auszeichnung solcher Informationen zur Verfügung.